# Ruhrs voetbalkampioenschap
Het Ruhrs voetbalkampioenschap was een van de regionale voetbalcompetities van de West-Duitse voetbalbond, die bestond van 1902 tot 1933.

## Geschiedenis
De competitie begon in 1902 als Rijn-Ruhrs kampioenschap. Er waren toen nog maar drie competities bij de West-Duitse bond. In 1906 waren er dat al zes en toen werd besloten om de naam te wijzigen in Ruhr. In 1909/10 ging de competitie een jaar samen met die van Noordrijn omdat de beste clubs werden overgeheveld naar de Zehnerliga. In 1910/11 ging de competitie samen met de Markse competitie en van 1911 tot 1913 werden de clubs in andere competities ondergebracht. Na de oorlog werden clubs uit Duisburg ondergebracht in de Nederrijnse competitie. In 1933 werden alle competities van de West-Duitse voetbalbond ontbonden door de NSDAP.

## Erelijst
- 1903 Essener SV 99
- 1904 Duisburger SpV
- 1905 Duisburger SpV
- 1906 Duisburger SpV
- 1907 Duisburger SpV
- 1908 Duisburger SpV
- 1909 SC Preußen Duisburg
- 1910 FC Union 05 Düsseldorf
- 1911 VfvB Ruhrort 1900
- 1912 Geen competitie
- 1913 Geen competitie
- 1914 Duisburger SpV
- 1915 Regionale kampioenschappen
- 1916 Regionale kampioenschappen
- 1917 Regionale kampioenschappen
- 1918 Regionale kampioenschappen

- 1919 Regionale kampioenschappen
- 1920 Essener TB 1900
- 1921 Dortmunder SC 1895
- 1922 Schwarz-Weiß Essen
- 1923 Schwarz-Weiß Essen
- 1924 Schwarz-Weiß Essen
- 1925 Schwarz-Weiß Essen
- 1926 BV Altenessen 06
- 1927 FC Schalke 04
- 1928 FC Schalke 04
- 1929 FC Schalke 04
- 1930 FC Schalke 04
- 1931 SV Union 1910 Gelsenkirchen
- 1932 FC Schalke 04
- 1933 FC Schalke 04